# Friedenskirche Döllersheim

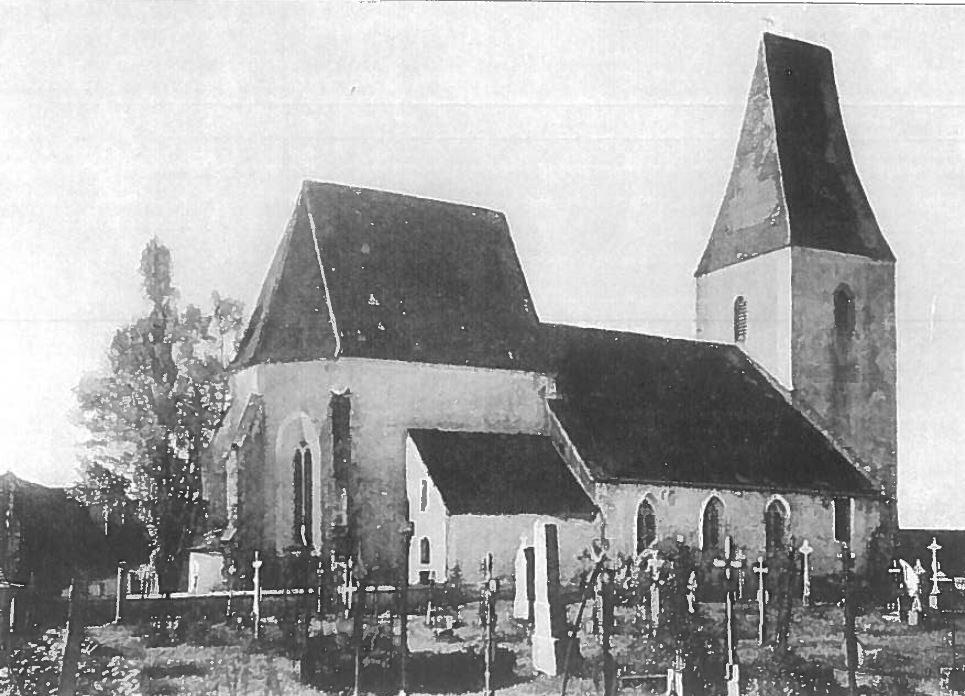
Pfarrkirche Döllersheim vor 1911

Grundriss der Kirche

Innenansicht

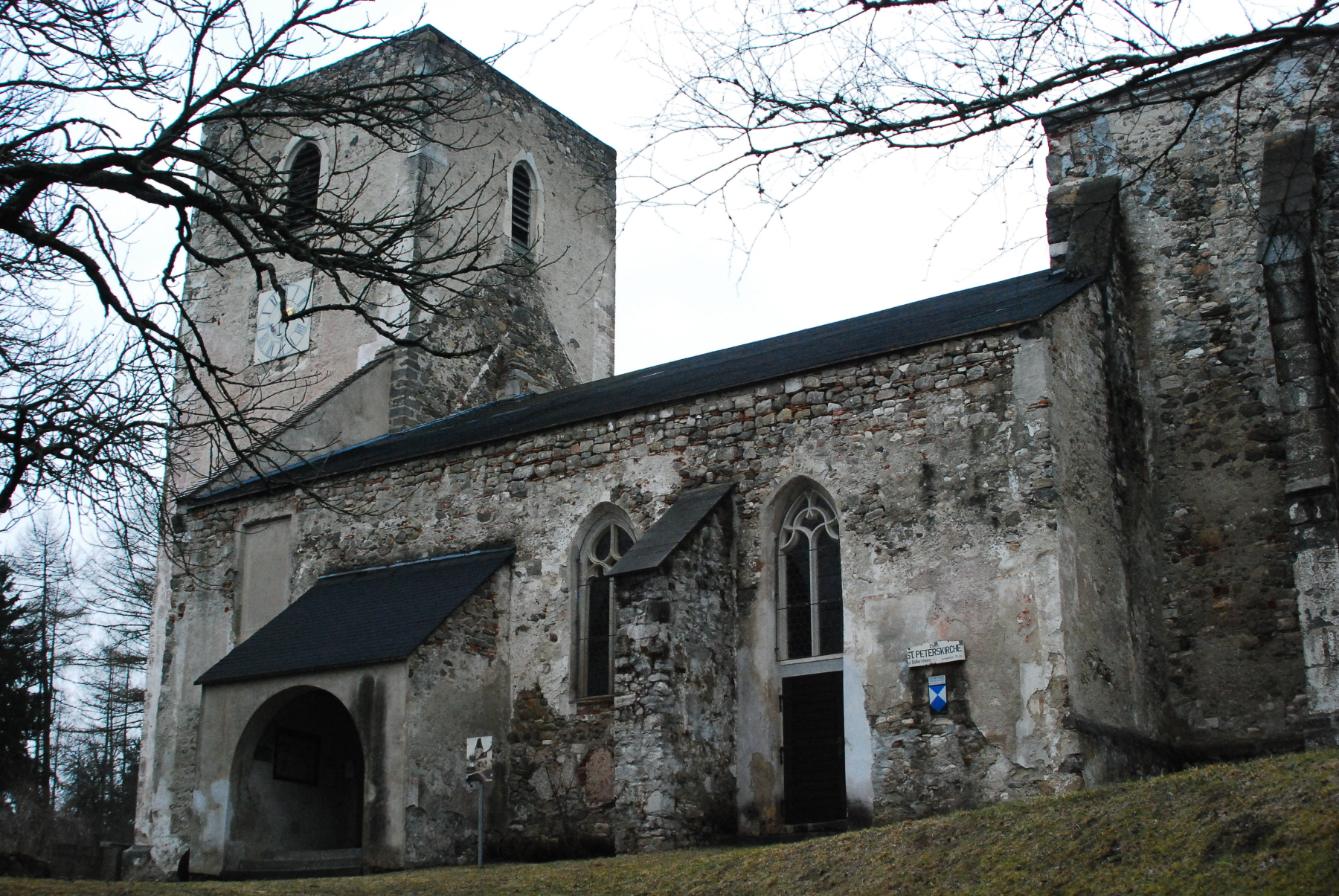
Die Kirche im Jahr 2011

Die Kirche von  Döllersheim in Niederösterreich gilt als der kunsthistorisch bedeutsamste Kirchenbau in dem für den Truppenübungsplatz Döllersheim entsiedelten Gebiet. Sie steht unter Denkmalschutz (Listeneintrag) und unter dem Schutz der Haager Konvention zum Schutz von Kulturgut bei bewaffneten Konflikten.

## Geschichte und Beschreibung
Der Zeitpunkt der Errichtung der den heiligen Petrus und Paulus geweihten Kirche von Döllersheim, die ursprünglich zur Pfarre Altpölla gehörte, ist nicht bekannt.
In der Zeit der Romanik bestand die Kirche aus einem schmalen Langhaus mit vermutlich rechtwinkligem Chor und wurde in der zweiten Hälfte des 14. Jahrhunderts um den Westturm und zwei Seitenschiffe erweitert. Zu Anfang des 15. Jahrhunderts wurde ein gotischer Chor errichtet. Das nach einem Hussitenangriff im Jahr 1427 schwer beschädigte Langhaus wurde in der zweiten Hälfte des 15. Jahrhunderts abgebrochen und neu aufgebaut.
1620 – während des Dreißigjährigen Krieges – wurde die Kirche, die fünf Altäre besaß, ausgeraubt. Von Hanns Albrecht Freiherr von Lamberg, Besitzer von Ottenstein, erhielt die Kirche 1629 einen neuen, dem heiligen Nikolaus geweihten Altar, dessen Altarbild um 1910 noch erhalten war. 1859 wurde ein neuer Hochaltar errichtet.
1919 wurde im Toreingang der Pfarrkirche eine Gedenktafel zur Erinnerung an die während des Ersten Weltkriegs Gefallenen und Vermissten der Pfarre Döllersheim angebracht.
Als letzte Pfarre der von der Aussiedlung betroffenen Region wurde am 1. Oktober 1942 die Pfarre Döllersheim von den zuständigen kirchlichen Stellen aufgelöst.
Ab dem Jahr 1976 wurde die Ruine der Pfarrkirche von Döllersheim konservatorisch behandelt. Unter anderem erhielt das Mittelschiff ein neues Dach, dessen Neigung allerdings nicht dem ursprünglichen entspricht. Auch die Gewölbe des Chores, der beiden Seitenschiffe und der westlichen Empore wurden wieder hergestellt. Seit 1981 befinden sich die Pfarrkirche von Döllersheim, der Friedhof und das Spital nicht mehr im militärischen Sperrgebiet und können jederzeit besucht werden.
Am 13. September 1986 erhielt die Kirche durch Bischof Franz Žak die einfache kirchliche Weihe. Sie steht wieder unter dem Patrozinium der Apostel Petrus und Paulus, erhielt jedoch den Namen „Friedenskirche“. Aus Anlass der 50-jährigen Wiederkehr des Beginns der zwangsweisen Aussiedlung wurde am 23. Mai 1988 ein ökumenischer Gottesdienst abgehalten, der auch vom ORF live im Fernsehen übertragen wurde.

### Karner
Anlässlich einer Stiftung im Jahr 1374 wird auch ein Karner erwähnt, der nach 1660 als Kapelle zum heiligen Michael im Friedhof bezeichnet wurde. 1770 erhielt der Karner ein neues Dach, doch gegen Ende des 18. Jahrhunderts wurde er abgedeckt und 1802 endgültig abgebrochen.